# Glock (singolo)
Glock è un singolo del rapper italiano Wayne Santana, pubblicato il 27 novembre 2019.

## Descrizione
Il singolo ha visto la collaborazione dei rapper DrefGold e Giaime.

## Tracce
Testi di Umberto Violo, Elia Specolizzi, Giaime Mula, musiche di Andry the Hitmaker.
1. Glock (feat. DrefGold, Giaime) – 3:03